# Рекламний трюк

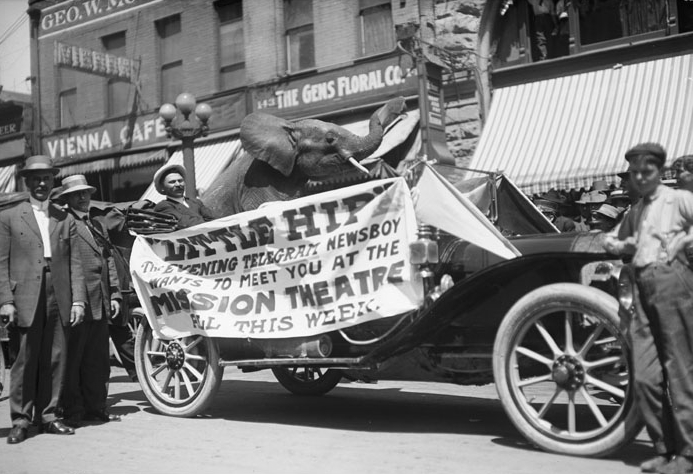
Слоненя "Little Hip" рекламує газету та театр у Солт-Лейк-Сіті, 1910 р.

Рекламний трюк (англ. publicity stunt) — це запланована подія, розрахована на привертання уваги суспільства до організаторів або їхньої справи. Можуть бути професійно організованими або аматорськими. Рекламні трюки широко використовуються рекламними агенціями, політиками, знаменитостями, спортсменами, компаніями тощо.

## Загальні відомості
Організації бажають отримати паблісіті через створення вартих новин подій, що привертають увагу ЗМІ. Форма різна: світові рекорди, новаторські розробки, присвяти, прес-конференції, організовані мітинги. Через постановку та управління подією, організація прагне мати контроль над висвітленням у медіа. Успішні рекламні трюки цінні для ЗМІ, пропнують фото- та відеоматеріали, синхрони та організовані найзручнішим для висвітлення чином.

Організація рекламних трюків часто ускладнена проблемою донесення основного посилу. Наприклад, має сенс для мережі піцерій спекти найбільшу піцу у світі, але участь відомих політиків у спонсоруванні заходу не завжди вигідно виглядає для публіки. Важливою функцією рекламних трюків є генерування впізнаваності для продукту, політика, сервісу.

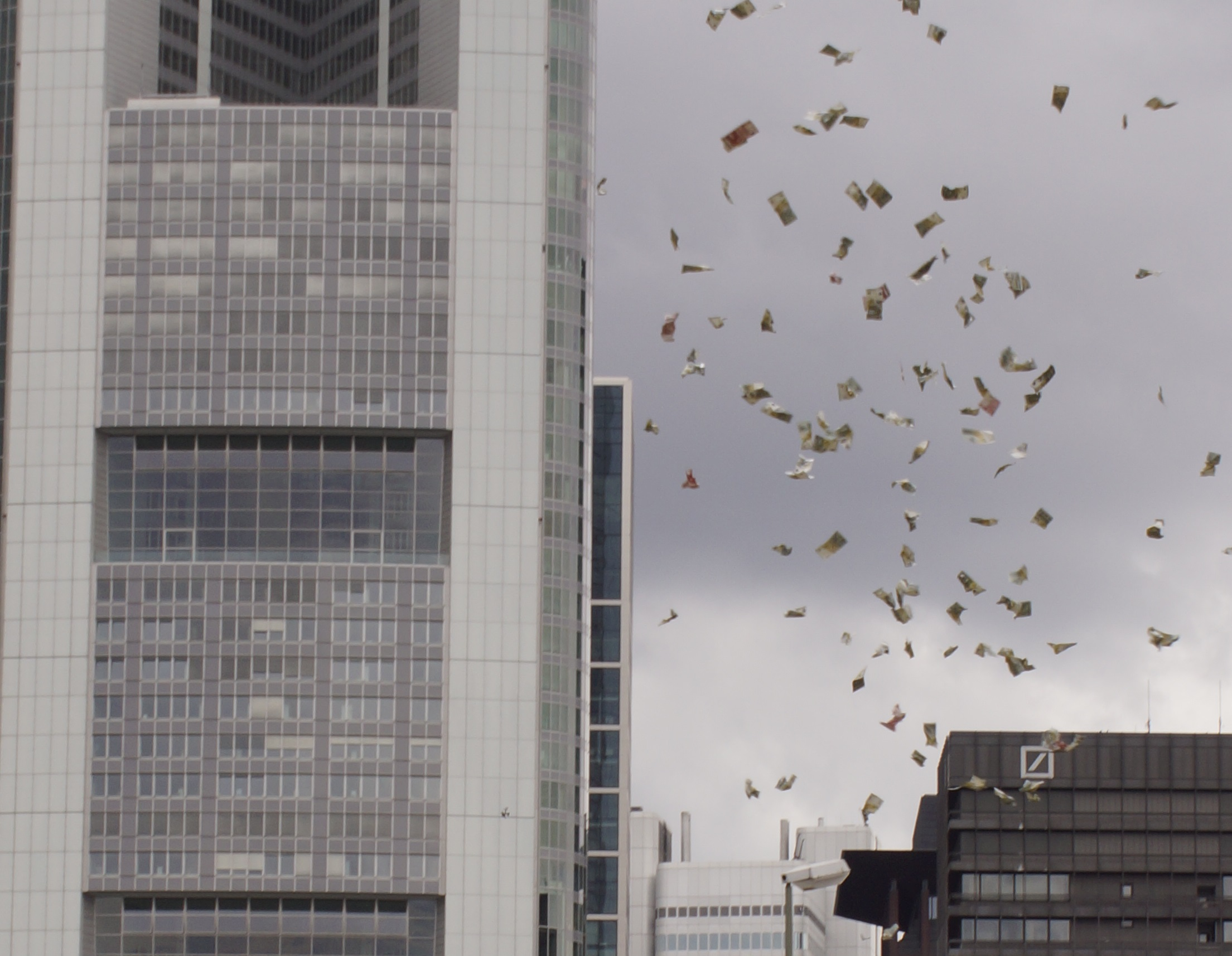
Трюк громадської організації PEACE у декількох містах Німеччини, під час якого гроші були розподілені за допомогою повітряних кульок, 2013 р.